# Атяшевське міське поселення
Атя́шевське міське поселення (рос. Атяшевское городское поселение) — муніципальне утворення у складі Атяшевського району Мордовії, Росія. Адміністративний центр — селище міського типу Атяшево.

## Історія
Станом на 2002 рік існували Атяшевська селищна рада (селище міського типу Атяшево) та Шейн-Майданська сільська рада (села Малі Манадиші, Шейн-Майдан, селище Птицесовхоз "Сараст").
19 травня 2020 року було ліквідовано Шейн-Майданське сільське поселення, його територія увійшла до складу Атяшевського міського поселення.

## Населення
Населення — 6990 осіб (2019, 7054 у 2010, 6946 у 2002).

## Склад
До складу поселення входять такі населені пункти:
| Населений пункт               | Населення, осіб (2002) | Населення, осіб (2010) |
| ----------------------------- | ---------------------- | ---------------------- |
| Атяшево, селище міського типу | 6073                   | 6246                   |
| Малі Манадиші, село           | 79                     | 42                     |
| Птицесовхоз "Сараст", селище  | 512                    | 524                    |
| Шейн-Майдан, село             | 282                    | 242                    |